# Maritime Identification Digits
Die Maritime Identification Digits (MID), deutsch Maritime Identifikationskennziffern, sind die Seefunkkennzahl, die im Global Maritime Distress and Safety System (GMDSS) das Heimatland einer Seefunkstelle kennzeichnet.

## Systematik
Die MID sind Bestandteil der Rufnummer des mobilen Seefunkdienstes Maritime Mobile Service Identity (MMSI) der Seefunkstelle.
Sie sind auch Bestandteil der in der Binnenschifffahrt zur Identifizierung von Funkstellen verwendeten ATIS-Kennung (Automatic Transmitter Identification System).
Jedem Land werden gemäß der Vollzugsordnung für den Funkdienst (VO Funk, englisch Radio Regulations, RR) eine oder mehrere Seefunkkennzahlen zugewiesen. So hat z. B. Deutschland die Seefunkkennzahlen 211 und 218 (ehemals DDR), Österreich die Seefunkkennzahl 203 und die Schweiz die Seefunkkennzahl 269.
Die MID ist im Handbuch Nautischer Funkdienst jeweils zu Beginn der Länderabschnitte aufgeführt.